# Зарганс
Зарганс (нем. Sargans) — коммуна и город в Швейцарии на границе с княжеством Лихтенштейн, в кантоне Санкт-Галлен.
Входит в состав округа Зарганзерланд. Население составляет 5085 человек (на 31 декабря 2006 года). Официальный код — 3296.

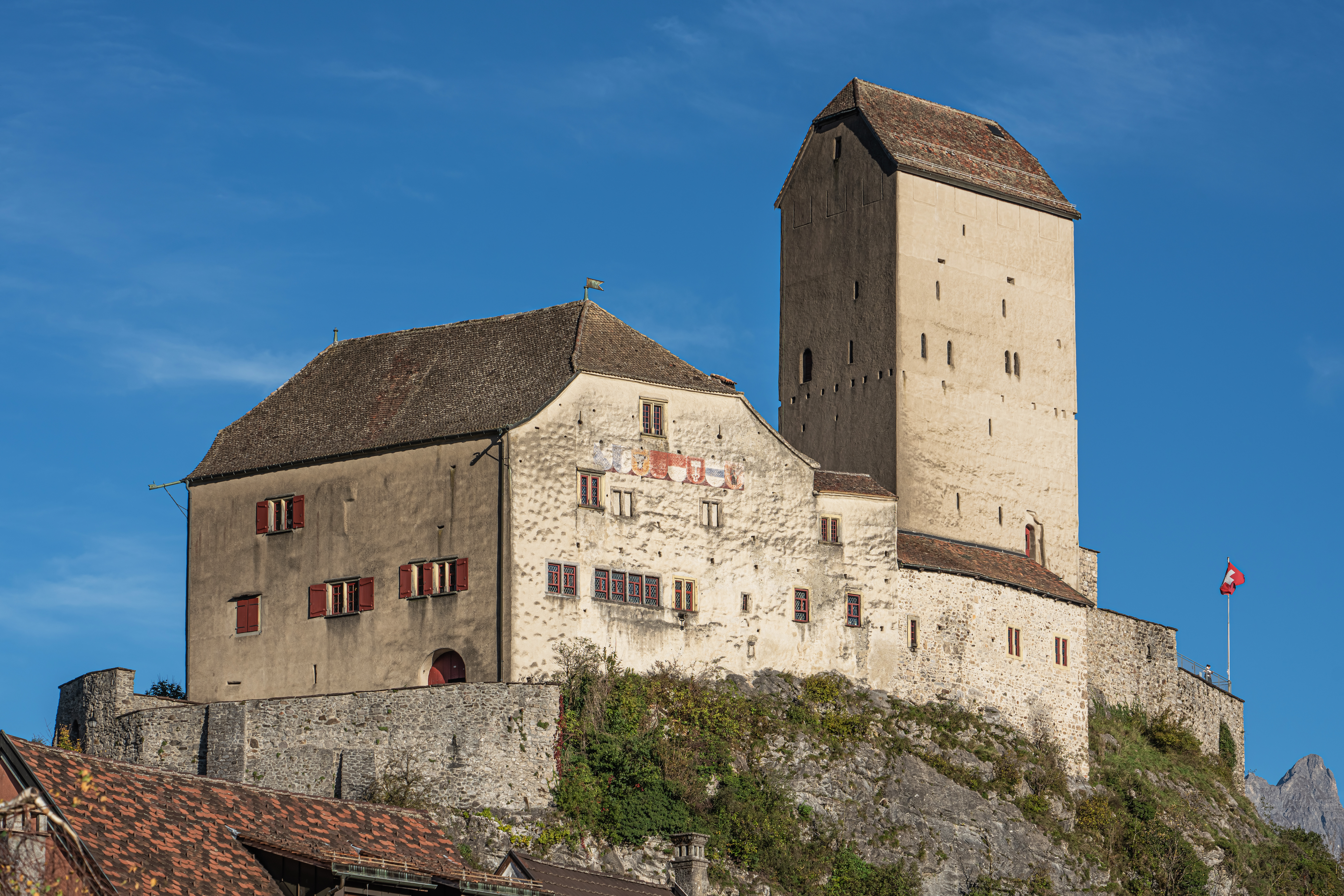
Замок

Распространена версия, что название произошло от немецких Saar и Gans, то есть «гусь из Саара». По легенде город назван выходцами из немецкого Саарланда, встретивших гусей, плавающих у берега протекающего здесь Рейна. Однако, скорее всего, название связано с видоизмененным латинским именем Санукус или Занукус.
C I по III века в этом месте находился римский продовольственный склад, разрушенный в 270 г. либо в 288 г. племенами алеманнов.
С XI века и до 1798 года был независимым графством, затем вошел в состав кантона Линт, с 1803 г. — часть кантона Санкт-Галлен.
Благодаря относительно мягкому климату развито виноделие (90 % виноградников — сорт Пино нуар, остальные 10 % белые сорта Шардоннэ, Пино гри, Савиньон блан).
В окрестностях города — одноименный замок Зарганс.